# Buffalo Airways
Buffalo Airways is een luchtvaartmaatschappij gevestigd in Hay River in de provincie Northwest Territories van Canada en is in 1970 opgericht door Joe McBryan, ook wel bekend als "Buffalo Joe".